# Shahrestān-e Lenjān
Shahrestān-e Lenjān (persiska: شهرستان لنجان, لنجان) är en delprovins (shahrestan) i Iran.   Den ligger i provinsen Esfahan, i den centrala delen av landet, 400 km söder om huvudstaden Teheran.
Delprovinsen hade 262 912 invånare 2016.